# Giovanni Giorgio Trissino
Giovanni Giorgio Trissino, també anomenat Gian Giorgio Trissino, (Vicenza, 22 de juliol de 1877 – Milà, 22 de desembre de 1963) va ser un genet italià que va prendre part en els Jocs Olímpics de París de 1900, on fou el primer italià a guanyar una medalla d'or en uns Jocs Olímpics.
Trissino disputà dues proves del programa d'hípica, ambdues amb el cavall Oreste: el concurs de salt d'alçada, on un salt d'1m 85cm li va valer per compartir la medalla d'or amb el francès Dominique Gardères; i el concurs de salt de llargada, on els 5m 70cm li van permetre obtenir la medalla de plata, rere Constant Van Langendonck.
Entre 1915 i 1917 va escriure i dirigir diversos curtmetratges sobre l'equitació, en alguns dels quals sortí com a actriu Gemma Albini, amb qui anys més tard es casaria.
Abandonà l'exèrcit amb el grau de capità, després d'haver viscut durant molt de temps a Roma i sovintejar per la cort del rei. Un cop finalitzada la Primera Guerra Mundial es traslladà a Milà per dedicar-se a la composició musical, amb cert èxit. L'editor G. Ricordi gravà i edità diverses de les seves peces.